# 32-га окрема механізована бригада (Україна)
32-га окрема механізована Сталева бригада (32 ОМБр) — механізоване з'єднання Сухопутних військ Збройних сил України чисельністю у бригаду. Входить до складу Оперативного командування «Північ».
Влітку 2023 року вела бої на Сватівському напрямку, в районі Куп'янська. В 2024 році обороняла кордон на Сумщині.

## Історія
На початку 2023 року була створена 32-га окрема механізована бригада. Вона стала однією з новостворених бригад, що формувалися для підсилення й утримання тих позицій, на які Збройним силам України вдалося вийти під кінець 2022 року. Матеріальною базою 32-ї бригади став зенітний ракетний полк у місті Біла Церква Київської області. Особовий склад формувався переважно з мобілізованих новобранців, але командний склад бригади становили досвідчені офіцери.
За даними документів Пентагону, злитих у мережу у квітні 2023 року, 32-га бригада була створена як одна з 9 бригад 10-го армійського корпусу, які готувалися до літнього наступу 2023 року. За цими даними планувалося, що бригада матиме 90 одиниць International MaxxPro, 10 чеських T-72EA і 12 радянських гаубиць Д-30. Але фото від пресслужби бригади демонстрували інший набір озброєння: танки Т-64БВ, бронетранспортери М-113 і САУ 2С1 «Гвоздика».
Після навчань і бойового злагодження в Німеччині з червня 2023 року бригада вела бої на Сватівському напрямку.
Станом на серпень 2023 року бригада вела бої в районі Куп'янська.
На березень 2024 року перебувала у складі ОК «Північ».
На травень 2024 року бригада перебувала на Сумщині.
6 травня 2024 року бригада отримала бойовий прапор.
На липень 2024 року воювала на Торецькому напрямку.
5 травня 2025 року бригаді присвоєне почесне найменування «Сталева».

## Структура
·  1-й механізований батальйон
- 2-й механізований батальйон[10]
- 3-й механізований батальйон[11]
- танковий батальйон[12]
- батальйон безпілотних систем «UMBRELLA»[13][14]

## Озброєння
- танки Т-64БВ[3]
- бронетранспортери М-113[3][15]
- САУ 2С1 «Гвоздика»[3]

## Командування
- 2023: полковник Мерзлікін Денис Володимирович[16]
- на 02.2024: полковник Ковцур Юрій Віталійович[17]
- на 09.2024: підполковник Панцирний Олександр[18]
- на 12.2024: полковник Шум Олексій[19]

## Традиції
28 лютого вважається днем заснування 32 ОМБр.
6 травня 2024 року 32-га окрема механізована бригада на День піхоти отримала бойовий прапор з рук Верховного Головнокомандувача Збройних Сил України Володимира Зеленського.
5 травня 2025 року 32-й окремій механізованій бригаді, «з метою відновлення історичних традицій національного війська, зважаючи на зразкове виконання покладених завдань під час захисту територіальної цілісності та незалежності України», було присвоєне почесне найменування «Сталева». Повна назва: «32 окрема механізована Сталева бригада Сухопутних військ Збройних Сил України».

### Символіка
Символом бригади є щит «британського типу», облямований золотим кантом, вертикально поділений навпіл на червону (геральдично праворуч) та чорну (геральдично ліворуч) частини. Містить зображення трьох перехрещених між собою золотих мечів, так що утворюють собою трикутник вершиною вниз. Червоний колір в геральдиці традиційно символізує мужність, любов, великодушність. Чорний колір уособлює одночасно силу і прагнення до перемоги, завзятість, мудрість, честь. Меч — це символ готовності до захисту батьківщини, помсти за образу роду. Мечі, зображені на нарукавному знаку бригади, — меч Арея, скіфський акінак і меч Святослава Хороброго. Ці клинки-символи вказують на давню військову традицію України.
Гасло: «Бийся і перемагай».

### Відео
- 32 ОМБр FB (2024.05). 32-га окрема механізована бригада на День піхоти отримала свій бойовий прапор з рук Верховного Головнокомандувача Збройних Сил України (укр.). Процитовано 29 березня 2025 — через www.facebook.com.